# Casalromano
Casalromano – miejscowość i gmina we Włoszech, w regionie Lombardia, w prowincji Mantua.
Według danych na rok 2004 gminę zamieszkiwało 1467 osób, 133,4 os./km².